# 아사히구 (요코하마시)
아사히구(일본어: 旭区)는 일본 가나가와현 요코하마시를 구성하는 18개 구 중 하나이다.

## 지리
요코하마시의 서쪽에 위치한다. 북쪽으로 미도리구, 동쪽으로 호도가야구, 남쪽으로 도쓰카구, 이즈미구와 접하고 서쪽으로 세야구와 접한다.

## 교통

### 철도
- 사가미 철도
  - 본선
  - 이즈미노선

### 철도역
후타마타가와역, 쓰루가미네역, 기보가오카역, 미나미마키가하라역

### 도로
- 국도 16호선

## 관광
요코하마 동물원 유라시아